# Sankt Peders Kirke (Slagelse)
 For alternative betydninger, se Sankt Peders Kirke. (Se også artikler, som begynder med Sankt Peders Kirke)
Sankt Peders Kirke ligger i det centrale Slagelse. Det er en gotisk kampestenskirke, som er blevet udvidet gennem tiderne med murstenstilbygninger, så den i dag er en korskirke med tårn, våbenhus og sakristi.

## Historie
De ældste dele af kirken stammer fra en romansk kirke bygget på 1100-tallet af rå og kløvet kamp, bestående af et skib og et mindre kor. Om der har været apsis lader sig i dag ikke afgøre uden at foretage udgravninger. Af de oprindelige detaljer er kun spor af den tilmurede norddør.
I første halvdel af 1300-tallet er blev kirken udvidet ved tilføjelse af et nyt kor på østsiden af det gamle, og et kapel på nordsiden af det gamle kor. Senere på 1300-tallet kom der også et kapel på sydsiden til, således at kirkerummet blev korsformet, med det gamle kor som korsskæringen. Ud over en del genanvendt kamp fra østmuren var byggematerialet i tilbygningerne munkesten. Omtrent samtidig med udvidelsen af kirkerummet er overhvælvingen af det også påbegyndt. Det har medført en forhøjelse af sidemurene, som ses tydeligt, da den er i mursten. Det gamle skib blev opdelt i 3 hvælv, det gamle og det nye kor samt sideskibene fik hver deres krydshvælv.
Våbenhuset er sandsynligvis kommet til i sidste halvdel af 1400-tallet. Det blev indrettet med et fladt loft, som spor i murene viser senere er blevet hævet, sammen med taget. I starten af 1500-tallet blev sakristiet tilbygget. Det har fra starten af haft krydshvælv.
En tårn fra senmiddelalderen blæste omkuld i 1660, og blev i 1664 erstattet af den nuværende, som er dateret på vestgavlen med jernankre og Frederik 3.s monogram. Den nederste del, som er i kampesten, kan stamme fra det gamle tårn. I 1818 var kirken så forfalden, at man overvejede at nedlægge den. I stedet blev der udført nogle reparationer, bl.a. blev tårnets spir fjernet, og erstattet af et særpræget mansardtag med kvistvinduer, som startede i højde med korets tagryg. Under en restaurering i 1871 blev det fjernet igen, og tårnet blev forhøjet og udstyret med det pyramidespir omgivet af kamtakgavle, som vi ser i dag.
Ved en senere restaurering i 1879-80, under ledelse af J.D. Herholdt blev kirkens indre glatpudset. Under restaureringen fandt man et kalkmaleri på korets østvæg, som blev sat i stand af J. Kornerup.

### Hellig Anders
Til kirken er knyttet legenden om Hellig Anders, en præst ved kirken, som i kraft af det mirakel, han oplevede under en pilgrimsrejse, blev betragtet som en helgen, selvom han aldrig blev kanoniseret. Anders var i Det Hellige Land sammen med andre folk fra Slagelse, men da han ikke ville forlade landet uden at have overværet en messe i Jerusalem, blev han efterladt af sine rejsefæller. Han faldt i søvn på en høj uden for byen og blev tilbudt at ride med af en hvid rytter, men da han blev sat af, var han ikke i Jerusalem, men på en høj uden for Slagelse, som siden er blevet kaldt Hvilehøj. Det menes, at Hellig Anders blev begravet i kirken i 1205, og der fortælles mange sagn og legender om ham.

## Kirkebygningen
I dag fremstår kirken som en korskirke (latinsk kors) med tårn i skibets vestende, våbenhus på skibets sydside og sakristi på korets nordside. Skibets langsider står i kampesten op til de 15 murstensskifter, som murene blev forhøjet med, ved overhvælvningen.
Den nederste del af tårnet, op til toppen af døren i vestsiden, står også i kampesten, som kan stamme fra det oprindelige tårn. På nordsiden er vestenden af skibets mur, som blev ødelagt ved det gamle tårns sammenstyrtning, genopbygget i teglsten, ligesom den nederste del af tårnets nordvæg bærer præg af at være genopbygget i en blanding af kampesten og tegl.
Hele bygningen er tækket med røde tegl, bortset fra tårnets pyramidespir, som er skifertækket. Alle gavle er dekoreret med kamtakker og højblændinger, omend blændingernes antal og stil varierer fra gavl til gavl. De fire kamtakgavle på tårnet er dog ens, og hver forsynet med tre glamhuller. Ud over den nævnte dør i tårnet er der indgange i våbenhuset, tværskibets begge ender og sakristiet. Den gamle norddørs østkarm kan stadig anes mellem vinduerne på skibets nordside. De fleste af kirkens vinduer stammer fra Herholdts restaurering i 1880. Det nordlige af de to østvendte vinduer på det sydlige tværskib anses dog for at være oprindeligt.

## Interiør
Kirkens indre domineres af de hvidkalkede vægge og hvælvinger. Hvælvingsfagene er forbundet med spidsbuede gjorder. Gulvet er belagt med gule klinker. Koret er hævet et lavt trin over skibet. Der er indgang til sakristiet fra koret, og bag orglet indgang til tårnrummet, der fungerer som dåbsværelse.
Stolestaderne stammer fra 1880. De har profilerede gavle med enkle topstykker, og er stafferet i grønne nuancer. I korets østside kan man se en udskåret gotisk korstol i egetræ med to sæder. Den blev "genfundet" i 1856 og istandsat. Den stammer muligvis fra Antvorskov Kloster.
Alteret er muret i munkesten. Kirkens første altertavle, som man ikke ved meget om, blev erstattet med altertavlen fra Antvorskov Slotskirke, da denne blev nedrevet. Den forestillede nadveren, men blev i 1882 udskiftet med den nuværende, som er signeret af August Jerndorff. De tre felter fremstiller hhv Peters fornægtelse, Kristus for rådet og Peters anger. I en blændet vinduesniche på korets nordside ses en sidealtertavle, et billedskærerarbejde fra omkring 1300, som forestiller Sankt Dionysius. Dionysius, som mistede hovedet, bliver gerne fremstillet bærende sit eget hoved i hænderne, men i denne udgave er det kun issen med bispehuen, som er kappet af.
Prædikestolen er i senrenæssancestil, og stammer fra omkring 1630. Den sidder på nordøstpillen i korsskæringen. På de fem fri sider af den ottekantede grundform står figurer af Kristus og de fire evangelister i nicher omgivet af arkadefelter udført i intarsia. Storfelterne adskilles af mandlige og kvindelige hermer. Prædikestolen blev udskiftet i 1880 med en ny, men senere (omkring 1930-40?) ombestemte man sig, og satte den gamle stol op igen, dog uden den lydhimmel, den oprindelig var udstyret med. Prædikestolen blev istandsat i 1950.
Kirkens døbefont står i korsskæringens sydvestre hjørne. Den er udført i granit på 1200-tallet. Dens usædvanlige ottekantede form indikerer, at den oprindeligt har været lavet til et andet formål. Dette bestyrkes af, at den er kommet til kirken fra Antvorskov Kloster, hvor man ikke havde anvendelse for en døbefont.
Orglet er bygget af P.G. Andersen i 1974. Det har 20 stemmer fordelt på to manualer og pedal. Det er ingen direkte referencer til tidligere orgler i kilderne.

## Kalkmalerier
Som nævnt blev der ved Herholdts restauration i 1879 fundet et kalkmaleri mellem vinduesblændingerne i korets østgavl. Maleriet, som stammer fra omkring 1350, blev istandsat af Kornerup, og forestiller en korsfæstelsesscene. (Se billedet af altertavlen.)

## Kirkeskibe
Kirken har to kirkeskibe, ’Ørnen’ og ’Håbet’.
’Ørnen’, to master kanonbrig med 6 kanoner, bygget af maler Ove Andersen, Slagelse i 1997, og ophængt i kirken 1997-12-14.
Doneret af Ole Haugaard, Slagelse, (marinemedlem, der døde i april 1997 og således ikke så skibet ophængt). Efter ønske fra Ole Haugaard er der under fokkemasten nedlagt en en-øre fra 1935 og under stormasten en to-øre fra 1927.
’Håbet’, to master brig, bygget og skænket medio 1800 af smedemester Johs. Rasmussen, Slagelse, efter sigende efter han var blevet blind. Renoveret 1998 af maler Ove Andersen, Slagelse.
- Briggen ’Ørnen’
- ’Ørnen’ i kirkerummet
- Briggen ’Håbet’
- Agter af ’Håbet’

## Gravminder
I våbenhuset er opsat fem gravsten, nogle tilbage fra 1300-tallet. I tårnopgangen sidde en mindesten over Hans Spirhugger, som genopbyggede tårnet i 1664 og døde på Antvorskov Slot i 1683.
Ved kirkegårdsmurens sydvestlige hjørne findes en lille samling gravsten fra den nedlagte kirkegård, som er fundet bevaringsværdige.